# Charleville (Marne)
Charleville település Franciaországban, Marne megyében. Lakosainak száma 260 fő (2022. január 1.). Charleville Boissy-le-Repos, Corfélix, Les Essarts-lès-Sézanne, Le Gault-Soigny, Lachy és La Villeneuve-lès-Charleville községekkel határos.

## Népesség
A település népességének változása:
| Lakosok száma | 205  | 136  | 146  | 222  | 270  | 249  | 238  | 249  | 254  | 260  |
|               | 1968 | 1982 | 1990 | 2006 | 2013 | 2015 | 2017 | 2019 | 2020 | 2022 |